# Keffi
Cet article possède un paronyme, voir Kefi.
Keffi est une zone de gouvernement local et un émirat de l'État de Nassarawa au Nigeria,.

## Source
- (en) Cet article est partiellement ou en totalité issu de l’article de Wikipédia en anglais intitulé « Keffi » (voir la liste des auteurs).